# Malesia magica
Malesia magica è un film del 1961, diretto da Lionetto Fabbri. Il commento del film è affidato all'attore Emilio Cigoli.

## Trama
Usi, costumi e credenze degli abitanti della regione malese, con una certa enfasi sui problemi delle popolazioni inurbate.

## Produzione
(Lionetto Fabbri)
A causa di disaccordi con la produzione, Fabbri completa le riprese ma non ne segue montaggio e edizione.